# Leri Chabelovi
Leri Chabelovi (Chabalaty) (gruzínsky ლერი ხაბელოვი), (osetsky Хæбæлаты Габрелы фырт Лери) nebo (rusky Лери Хабелов), (* 5. července 1964 v Tbilisi Sovětský svaz) je bývalý sovětský a gruzínský zápasník volnostylař osetského původu, olympijský vítěz z roku 1992, který po rozpadu Sovětského svazu reprezentoval Rusko.

## Sportovní kariéra
Volnému stylu se věnoval od 12 let v Tbilisi. Připravoval se pod vedením Vladimera Mestvirišviliho. V mládí prošel juniorskými výběry Sovětského svazu a v roce 1985 se poprvé objevil v seniorské reprezentaci. V roce 1988 startoval na olympijských hrách v Soulu v těžké váze. Do turnaje šel se zraněným tříslem a dokázal postoupit z prvního místa ve skupině A přímo do finále. Jeho finálový soupeř Rumun Vasile Pușcașu zápasil v životní formě a po porážce o jeden bod získal stříbrnou olympijskou medaili.
Po rozpadu Sovětského svazu v roce 1991 a osamostatnění Gruzie se na protest se zrušením autonomie pro území Jižní Osetie přesunul z Tbilisi do Vladikavkazu. Ve Vladikavkazu se připravoval pod vedením Borise Savochlova. Na olympijských hrách v Barceloně v roce 1992 startoval pod ruskou vlajkou v rámci Společenství nezávislých států a vybojoval zlatou olympijskou medaili, když ve finále o bod porazil Němce Heiko Balze.
Ruským barvám zůstal věrný i v dalším olympijském cyklu. Trenéra Savochlova, který odešel na Ukrajinu, nahradil Arsen Fadzajev a Kazbek Dedegkajev. V roce 1996 si vybojoval třetí účast na olympijských hrách v Atlantě. Sázka na zkušenost se však trenérům ruské reprezentace nevyplatila. Ve druhém kole nestačil na Íránce Abbáse Džadídího a skončil hluboko v poli poražených. Záhy ukončil sportovní kariéru. Na přelomu tisíciletí se vrátil do Gruzie, kde se věnuje politické a funkcionářské činnosti.

## Vyznamenání
- Prezidentský řád znamenitosti – Gruzie, 2018[1]

## Výsledky
| Turnaj             | Sovětský svaz | Sovětský svaz | Sovětský svaz | Sovětský svaz | Sovětský svaz | Sovětský svaz | Sovětský svaz | Rusko      | Rusko      | Rusko      | Rusko      | Rusko      |
| Turnaj             | 1985          | 1986          | 1987          | 1988          | 1989          | 1990          | 1991          | 1992       | 1993       | 1994       | 1995       | 1996       |
| Turnaj             | 21            | 22            | 23            | 24            | 25            | 26            | 27            | 28         | 29         | 30         | 31         | 32         |
| Turnaj             | těžká váha    | těžká váha    | těžká váha    | těžká váha    | těžká váha    | těžká váha    | těžká váha    | těžká váha | těžká váha | těžká váha | těžká váha | těžká váha |
| ------------------ | ------------- | ------------- | ------------- | ------------- | ------------- | ------------- | ------------- | ---------- | ---------- | ---------- | ---------- | ---------- |
| Olympijské hry     |               |               |               | 2.            |               |               |               | 1.         |            |            |            | 14.        |
| Mistrovství světa  | 1.            | —             | 1.            |               | —             | 1.            | 1.            |            | 1.         | —          | 3.         |            |
| Mistrovství Evropy | 1.            | —             | 1.            | 1.            | —             | —             | —             | 1.         | —          | —          | 3.         | —          |